# Lamborghini Temerario
Lamborghini Temerario – hybrydowy supersamochód klasy średniej produkowany pod włoską marką Lamborghini od 2024 roku.

## Historia i opis modelu

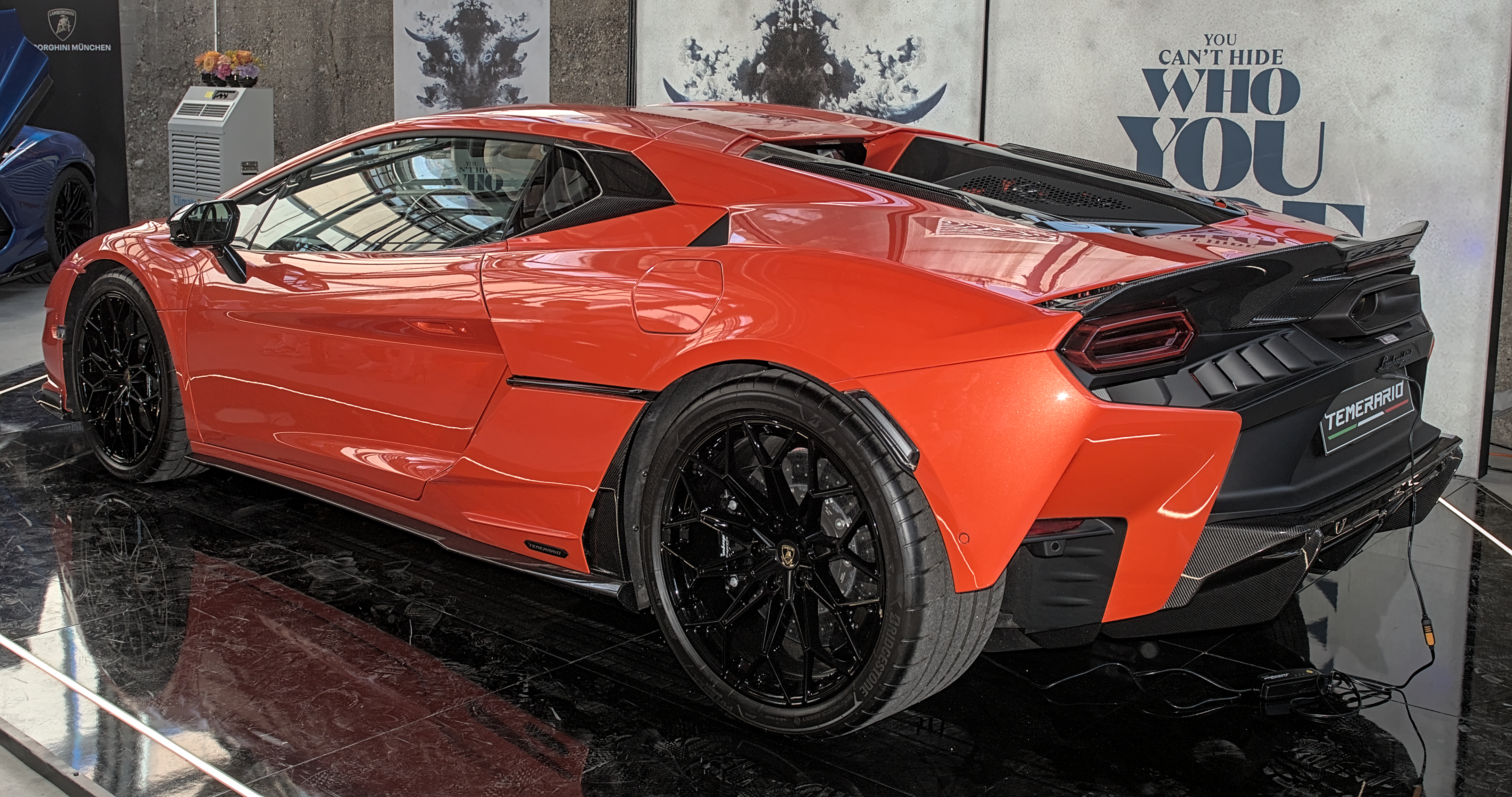
Lamborghini Temerario - tył

Po 11 latach produkcji modelu Huracán, w sierpniu 2024 Lamborghini przedstawiło następcę swojego podstawowego supersamochodu w gamie. Inaczej niż w przypadku dotychczasowych produktów włoskiej firmy, Lamborghini Temerario utrzymało nazwę nawiązującą nie do byków, lecz do włoskiego słowa "bezlitosny". Samochód przeszedł obszerne zmiany wizualne, zyskując projekt autorstwa szefa działu stylistów Lamborghini Mitji Borkerta. Smukłe nadwozie przyzdobił szpiczasty przód, z nisko osadzonymi i wąskimi reflektorami, a także dodatkową linią halogenów o heksagonalnym kształcie i braku wypełnienia w środku. W tym samym motywie utrzymano lampy tylne, które tu współgrają z kolei z rozbudowaną, poczwórną końcówką wydechu.
Pod przednią klapą znalazł się niewielki bagażnik o pojemności 112 litrów, a główny silnik ponownie umieszczono centralnie, tuż za kabiną pasażerską. Wewnątrz zastosowano projekt łączący minimalizm z dużą powierzchnią trzech różnych wyświetlaczy: przed kierowcą znalazł się 12,3-calowy ekran cyfrowy złożony z zegarów, centralnie umieszczono pionowy ekran systemu multimedialnego o przekątnej 8,4 cala, a przed pasażerem znalazł się dodatkowy, 9,1-calowy ekran dotykowy. Kabina pasażerska Temerario została przeprojektowana pod kątem jej wysokości w celu pomieszczenia np. wyższych pasażerów lub kierowców w kasku wyścigowym.
Lamborghini Temerario w stosunku do poprzednika zyskało także zoptymalizowane właściwości aerodynamiczne, zwiększoną stabilność przy wysokich prędkościach, a także poprawie systemu chłodzenia wraz z układem hamulcowym. Docisk tylnej osi zwiększono o 103% w wersji podstawowej lub do 158% w wariancie ze specjalnym pakietem ospojlerowania Alleggerita.

### Sprzedaż
Początek sprzedaży Lamborghini Temerario wyznaczony został na niespełna pół roku po światowej premierze, początek 2025 roku, z cenami wyższymi w stosunku do ustępującego poprzednika.

### Dane techniczne
Podobnie jak większy i droższy model Revuelto przedstawiony przed rokiem, tak i Lamborghini Temerario zostało wyposażone w spalinowo-elektryczny układ napędowy typu plug-in. Jego podstawą został podwójnie turbodoładowany, 4-litrowy silnik benzynowy typu V8 o mocy 800 KM i 720 Nm maksymalnego momentu obrotowego. Jednostkę połączono z 3 silnikami elektrycznymi o mocy po 150 KM każdy oraz niewielkim akumulatorem o pojemności 3,8 kWh, który można doładowywać z gniazdka. Łączna moc hybrydowego układu Lamborghini Temerario wynosi 920 KM, pozwalając na rozpędzenie się od 0 do 100 km/h w 2,7 sekundy i osiągnięcie do 340 km/h prędkości maksymalnej. Samochód wyposażono w 8-stopniową, dwusprzęgłową automatyczną skrzynię biegów, a także funkcję 13 różnych trybów jazdy oraz system wzmacniania dźwięku układu napędowego poprzez dodatkowe głośniki znajdujące się w kabinie pasażerskiej.